# Marlierea skortzoviana
Marlierea skortzoviana är en myrtenväxtart som beskrevs av Joáo Rodrigues de Mattos. Marlierea skortzoviana ingår i släktet Marlierea och familjen myrtenväxter. Inga underarter finns listade i Catalogue of Life.